# Maksim Túrov
Maksim Túrov (en rus: Максим Туров; nascut el 7 de desembre de 1979), és un jugador d'escacs rus, que té el títol de Gran Mestre des de 1999.
A la llista d'Elo de la FIDE del gener de 2022, hi tenia un Elo de 2565 punts, cosa que en feia el jugador número 53 (en actiu) de Rússia. El seu màxim Elo va ser de 2667 punts, a la llista de maig de 2012 (posició 87 al rànquing mundial).

## Resultats destacats en competició
Els anys 2005 i 2011 va guanyar el campionat obert dels Països Baixos, a Dieren.
El 2009, fou segon al Memorial Doroshkevich, i primer a l'Eforie Nord, al Nordhausen Open i al Faaker See Open.
El 2010, va guanyar l'obert de Chennai, empatà als llocs 1r–3r amb Vitali Golod i Sergei Zhigalko al 4t Memorial Agzamov, empatà als llocs 1r–6è amb Dmitri Kokarev, Aleksei Dréiev, Martyn Kravtsiv, Baskaran Adhiban i Aleksei Aleksàndrov al II Obert Orissa a Bhubaneshwar.
El 2011 empatà als llocs 2n–6è amb Konstantine Shanava, Mikhail Ulibin, Robert Hovhannisyan i Levon Babujian al 4t Memorial Karèn Asrian a Djermuk (el campió fou Tigran Kotanjian), empatà als llocs 2n–7è amb Julio Granda, Aleksandr Dèltxev, Ivan Šarić, Pablo Almagro Llamas i Mihail Marin al 31è Obert vila de Benasc i va empatar als llocs 2n–7è amb Deep Sengupta, Viacheslav Zakhartsov, Krisztian Szabo, Lev Gutman, David Berczes i Samuel Shankland al ZMDI Schachfestival de Dresden.
El gener de 2012 va guanyar el Grup C del torneig Tata Steel a Wijk aan Zee, per damunt de Hans Tikkanen.
El gener de 2014 fou campió de l'Obert de Sevilla amb 8 punts de 9, després de guanyar a la darrera ronda el GM Stewart Haslinger.

## Partides notables
- Maksim Túrov vs Dmitri Bocharov, Aeroflot Open 2002, defensa siciliana: atac Nyezhmetdinov-Rossolimo (B30), 1-0.
- Sergei Beshukov vs Maksim Túrov, Aeroflot Open 2002, defensa Caro-Kann: variant de l'avanç (B12), 0-1.